# Helmut Schröer

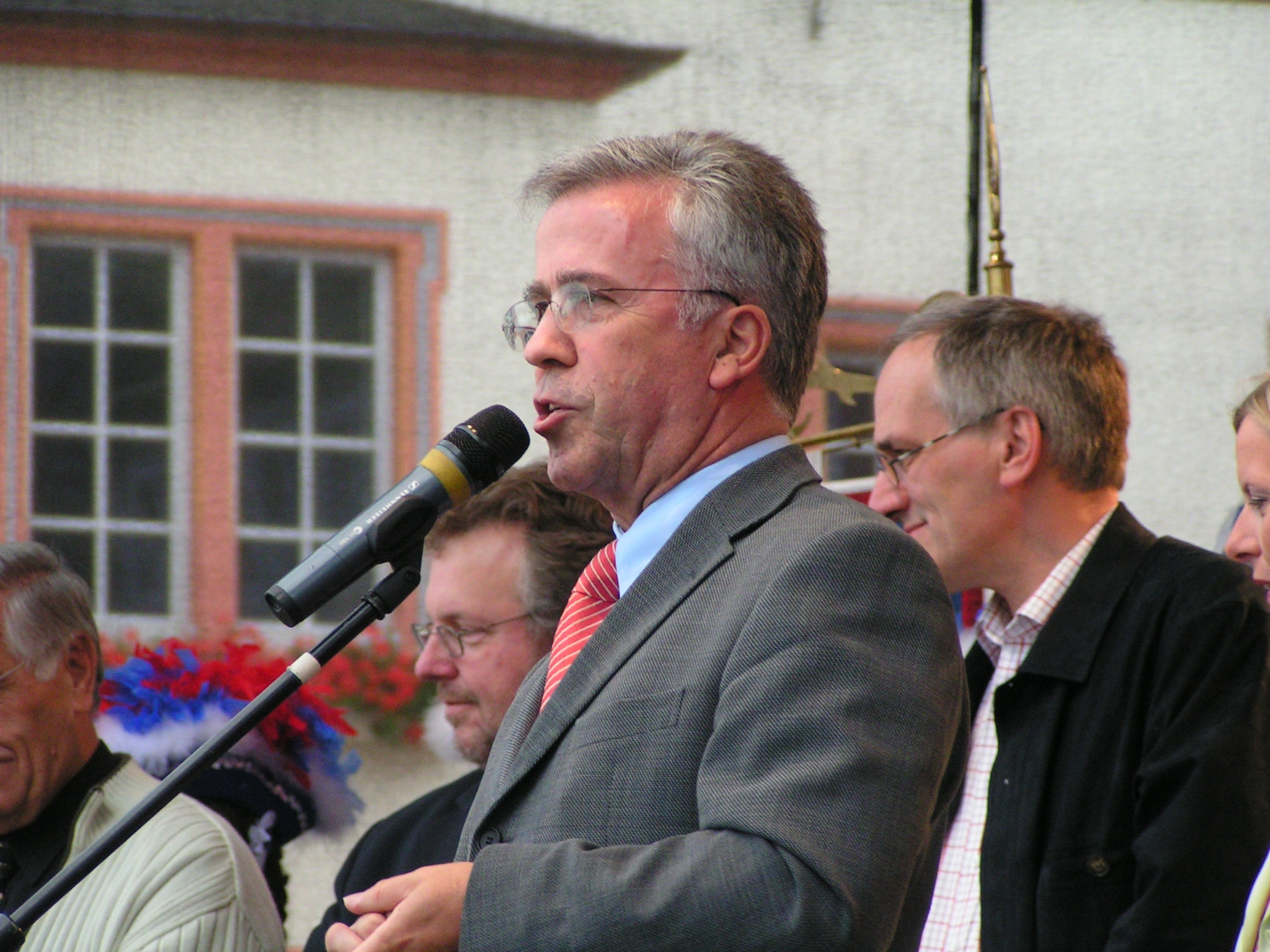
Helmut Schröer (2004)

Helmut Schröer (* 23. November 1942 in Köln) ist ein deutscher Politiker (CDU) und war von April 1989 bis März 2007 Oberbürgermeister der Stadt Trier.

## Leben
Schröer besuchte das Albertus-Magnus-Gymnasium in Köln. Bis 1965 war er ein aktiver Spieler beim Fußballverein SC West in Köln-Neuehrenfeld und spielte in der Jugend auch gegen Wolfgang Overath und Jean Löring von Fortuna Köln. Nach einem Studium der Wirtschaftswissenschaften und Germanistik von 1962 bis 1967 in Köln kam Schröer als Referendar zur Berufsbildenden Schule für Wirtschaft nach Trier. Der CDU Rheinland-Pfalz Ortsgruppe Manderscheid trat Schröer 1966 bei. Drei Jahre später, im Jahr 1969, wurde er in den Gemeinderat gewählt und bis zum Umzug nach Trier in den Kreistag Bernkastel-Wittlich. Nach dem Referendariat erhielt Schröer eine Planstelle in Trier, 1975 dann eine Stelle am Studienseminar als Fachleiter für BWL und Germanistik. In den folgenden Jahren arbeitete er als Wirtschaftsdezernent (1977–1989), Beigeordneter (1977–1987) und Bürgermeister (1987–1989) für die Stadt Trier und wurde am 30. März 1989 als Oberbürgermeister vereidigt. Am 27. September 1998 wurde er, erstmals in direkter Wahl, für weitere acht Jahre im Amt bestätigt. Für die Wahl am 24. September 2006 kandidierte Schröer nicht mehr.
Ab Oktober 2007 übernahm Schröer den Vorsitz im Freundeskreis Trierer Universität. Seit dem Wintersemester 2007/2008 hat er einen Lehrauftrag an der Universität Trier (Fachbereich IV, Lehrstuhl für Umwelt- und Kommunalökonomie). Außerdem ist er seit Sommer 2007 Ausbildungsbotschafter der Handwerkskammer bzw. der Kreishandwerkerschaft Trier. Schröer ist seit 2007 Vorsitzender des Kuratoriums der St. Matthias Stiftung Trier.

## Veröffentlichungen
2009 veröffentlichte er den ersten Band des Buches „Trierer Weichenstellungen“; einen Beitrag zur jüngeren Stadtgeschichte. Der 2. Band der „Trierer Weichenstellungen“ wurde im Oktober 2011 vorgestellt. Er behandelt die Entwicklung der Trierer Innenstadt von 1970 bis 2007, insbesondere die Trierer Plätze. Im September 2012 wurde die Städtepartnerschaft Trier-Weimar 25 Jahre alt. Über diese deutsche Städtepartnerschaft schrieb Schröer mit dem Trierer Journalisten Dieter Lintz ein Buch mit dem Titel: „Trier-Weimar: Eine deutsche Städtepartnerschaft“. Im Oktober 2016 erschien sein Buch „Trierer Geschichten“. Der 2. Band der "Trierer Geschichten" wurde im September 2018 präsentiert, der 3. Band im November 2020, der 4. Band erschien im Februar 2023.

## Ehrungen
- 1991: Franz-Weißebach-Preis
- 1993: Großoffizier des Ordre national du Mérite
- 2000: Komtur des Ordens der Eichenkrone
- 2007: Ehrenbürger der Stadt Weimar
- 2007: Gregoriusorden
- 2008: Bundesverdienstkreuz am Bande, verliehen im April 2008
- 2014: Universitätsmedaille der Universität Trier[2]